# Thomasteoremet
Thomasteoremet är en sociologisk tes myntad av William Isaac Thomas (1863–1947) och Dorothy Swaine Thomas (1899–1977) år 1928:
| ” | Om människor definierar situationer som verkliga blir de verkliga till sina konsekvenser. | „ |